# Eupithecia fraxinata
Eupithecia innotata f. fraxinata là một loài bướm đêm trong họ Geometridae.

## Hình ảnh

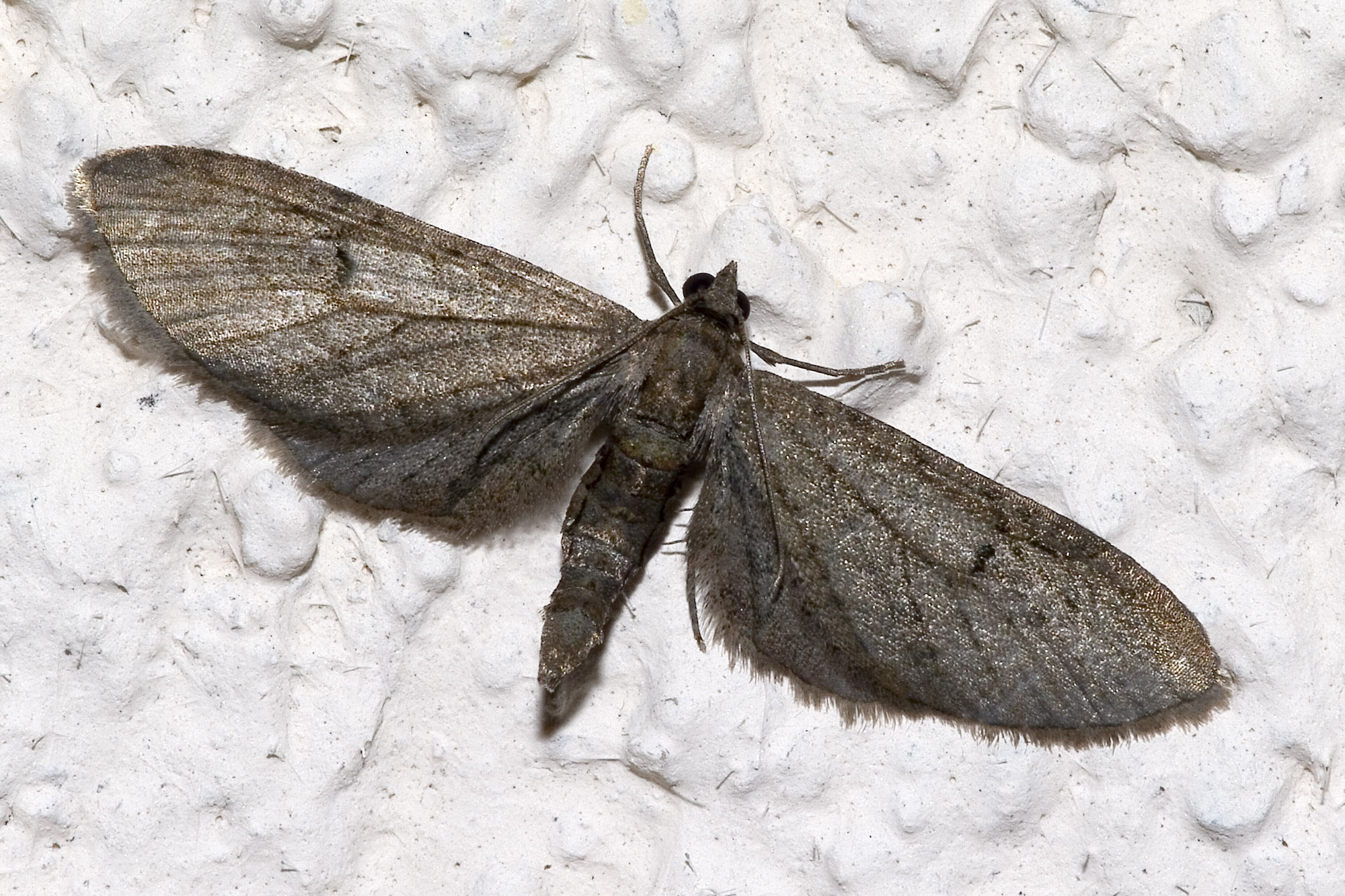
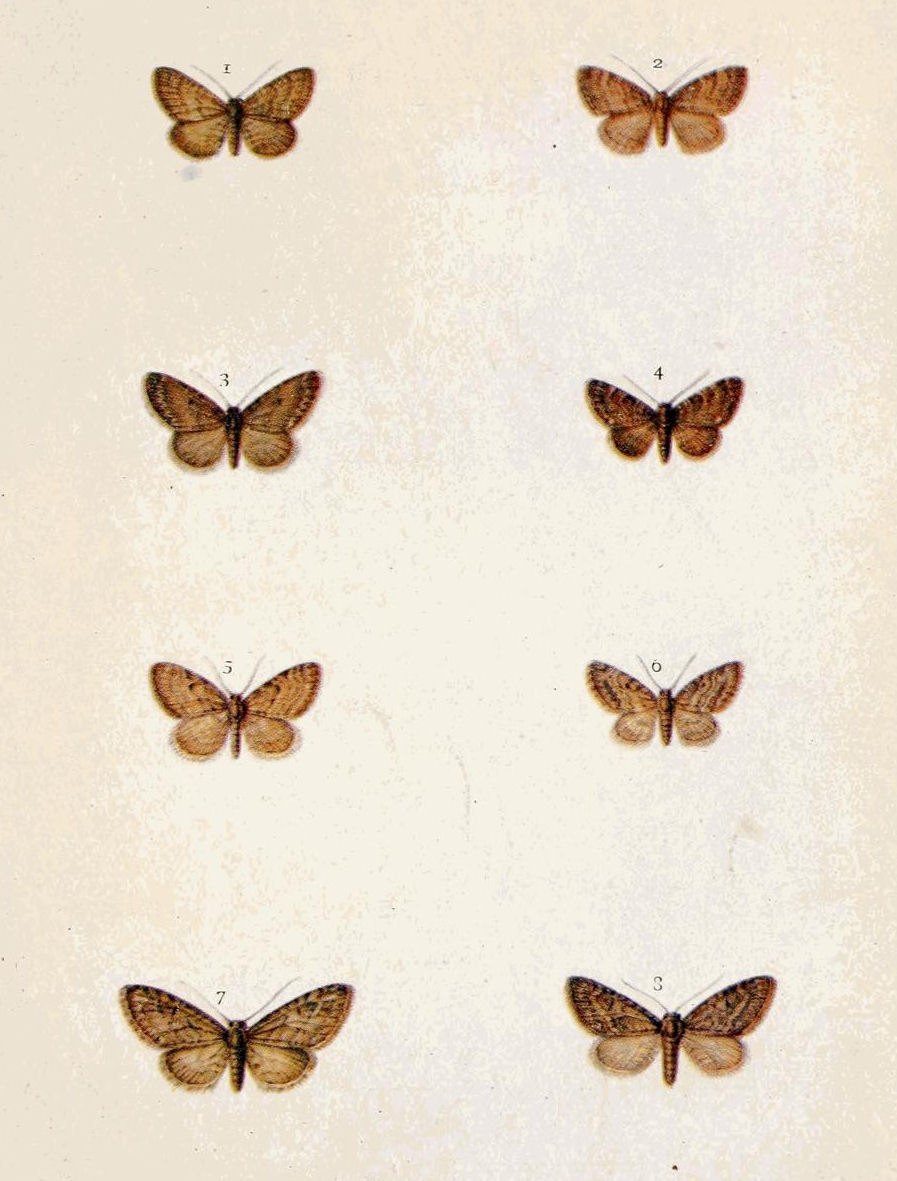